# Zhukeng (sockenhuvudort i Kina, Jiangxi Sheng, lat 26,22, long 116,36)
Zhukeng är en sockenhuvudort i Kina. Den ligger i provinsen Jiangxi, i den sydöstra delen av landet, omkring 280 kilometer söder om provinshuvudstaden Nanchang. Antalet invånare är 13 950. Befolkningen består av 6 888 kvinnor och 7 062 män. Barn under 15 år utgör 23,0 %, vuxna 15-64 år 67 %, och äldre över 65 år 8,0 %.
Runt Zhukeng är det ganska tätbefolkat, med 124 invånare per kvadratkilometer. Närmaste större samhälle är Pingshan, 7,8 km väster om Zhukeng. I omgivningarna runt Zhukeng växer huvudsakligen savannskog.
Genomsnittlig årsnederbörd är 2 191 millimeter. Den regnigaste månaden är maj, med i genomsnitt 351 mm nederbörd, och den torraste är oktober, med 24 mm nederbörd.